# أوغست غريسباخ
أوغست هاينريش رودولف غريسباخ (1814-1879) (بالإنجليزية: August Heinrich Rudolf Grisebach)‏ هو عالم نبات ألماني.